# Aratta
Aratta fu una città-stato menzionata in diversi miti sumeri: si crede che questa civiltà si possa essere sviluppata fra il Medio Oriente e l'Asia meridionale, intorno al 2500 a.C. Uno dei miti più antichi a citare questa città è Enmerkar e il signore di Aratta: in quest'opera, la città viene descritta come molto ricca e potente (anche nel poema di Gilgamesh, la dea Ishtar si rivolge all'eroe utilizzando il termine Arattu, ovvero "alla maniera di Aratta", di solito tradotto in "in modo sublime").

## Localizzazione
Aratta rappresenta, per gli archeologi, una sorta di Troia ante litteram, poiché è stata a lungo considerata una città mitica. Di recente si è creduto di rinvenire resti di questa civiltà (lontana sette montagne da Sumer, secondo i soliti miti sumeri) nella regione di Urartu, ancor più recentemente, nella civiltà di Jiroft, nel sud est dell'Iran.
Mario Liverani ipotizza che Aratta possa essere localizzata in Shahr-i Sokhta.

## Ruolo nella letteratura sumerica
Aratta è descritta come segue nella letteratura sumerica:
- È un luogo favolosamente ricco pieno di oro, argento, lapislazzuli e altri materiali preziosi.
- È un luogo remoto e difficile da raggiungere.
- È stata conquistata da Enmerkar di Uruk.[2]